# Wismes
Wismes är en kommun i departementet Pas-de-Calais i regionen Hauts-de-France i norra Frankrike. Kommunen ligger i kantonen Lumbres som tillhör arrondissementet Saint-Omer. År 2022 hade Wismes 503 invånare.

## Befolkningsutveckling
Antalet invånare i kommunen Wismes
| Referens: INSEE |